# The Missing Ruby
The Missing Ruby è un cortometraggio muto del 1915 interpretato e diretto da Tom Santschi. Il film, prodotto dalla Selig, aveva tra gli altri interpreti Bessie Eyton, Joseph Hazelton, Barney Furey, Charles Wheelock, Frank Mayo e Marion Warner.

## Produzione
Il film fu prodotto dalla Selig Polyscope Company.

## Distribuzione
Distribuito dalla General Film Company, il film - un cortometraggio in una bobina - uscì nelle sale cinematografiche statunitensi il 3 marzo 1915.